# 中国人民解放军北京军区守备第五旅
北京军区守备第五旅（英語：5th Garrison Brigade of Beijing Military District），是中国人民解放军陆军曾经的一个守备旅。

## 历史
该部前身是1947年8月以冀晋军区第1、第3军分区部队为基础重建的冀晋军区独立第2旅，归冀晋纵队（又称冀晋兵团）建制。1947年11月，改称晋察冀军区第1纵队第2旅，归北岳军区领导。1948年5月改称华北军区第1纵队第2旅，1948年8月随纵队编入华北军区第3兵团。
1949年1月，整编为中国人民解放军第六十六军第一九七师，太原战役时，197师589团率先登城，荣获第20兵团授予的“登城先锋团”光荣称号。该团1营和1连分别荣获军授予的“太原登城先锋营”、“太原登城首功连”锦旗。1950年10月入朝作战，1951年回国。
1985年整编为北京军区守备第五旅，1992年撤销建制。

## 沿革
参考资料：
| 部隊番號                           | 使用時期             |
| ---------------------------------- | -------------------- |
| 冀晋军区独立第二旅                 | 1947年8月-1947年11月 |
| 晋察冀军区第二旅                   | 1947年11月-1948年5月 |
| 华北军区第一纵队第二旅             | 1948年5月-1949年1月  |
| 中国人民解放军第六十六军第一九七师 | 1949年1月-1954年4月  |
| 步兵第一九七师                     | 1954年4月-1960年1月  |
| 陆军第一九七师                     | 1960年1月-1985年10月 |
| 北京军区守备第五旅                 | 1985年10月-1992年2月 |

## 荣誉单位
- 登城先锋团：前步兵第五八九团
- 太原登城先锋营：前步兵第五八九团一营